# 월드컵경기장역 (서울)
월드컵경기장(성산)역(Worldcup Stadium(Seongsan)Ststion, 월드컵競技場(城山)驛)은 서울특별시 마포구 성산동에 있는 서울 지하철 6호선의 지하철역이다. 인근에 서울 월드컵 경기장이 있다. 성산은 서울시 고시로 정해진 병기역명으로, 인근의 성산동에서 따왔다. 2002년 FIFA 월드컵에 대비하여 승강장이 넓게 건설되었다. 불광천 하저터널로 마포구청역과 연결된다.

## 역 구조
승강장은 2면 2선의 곡선 상대식 승강장으로 운영되며, 스크린도어가 설치되어 있다. 
- 승강장 기둥에 서울 월드컵 경기장을 홈으로 사용하는 FC 서울의 감독 및 선수들의 포스터가 붙어져 있고, 역사 내부에도 기타 FC 서울 관련 포스터가 많이 붙어져 있다.
- 한때 기성용 선수가 FC 서울에서 활동하던 시절에 열차내 자동 안내 방송 성우를 이 역에서만 맡아 한 적이 있었다.
- 마포구청역, 디지털미디어시티역과의 거리는 각각 800m로 매우 가깝다. 그 이유는 대형 행사 등으로 인한 인원 혼잡을 분산시키기 위한 목적이다.

### 승강장
| 디지털미디어시티 ↑ |
| \| 상              |
| ↓ 마포구청         |

| 하행 | ● 서울 지하철 6호선 | 디지털미디어시티 · 증산 · 새절(신사)·응암 방면 |
| 상행 | ● 서울 지하철 6호선 | 마포구청 · 합정 · 삼각지 · 고려대 · 신내 방면  |

## 역사
- 2000년 12월 15일 : 서울 지하철 6호선 응암 ~ 상월곡 구간 개통과 함께 영업 개시, 출구 1개 (2번 출구)
- 2001년 11월 20일 : 서울 월드컵 경기장 완공으로 1·3번 출구 신설

## 역 주변
1번 출구 
- 서울월드컵경기장(동,남문)(프로축구 K리그1 FC 서울 홈구장)
- 마포농수산물시장
- 월드컵공원(평화의공원.하늘공원.노을공원.난지천공원)
- 마포구청
- 교통안전공단 서울지부(성산자동차검사소)
- 서울교통공사 성산별관
- 이대성산종합복지관
- 서울특별시체육회

2번 출구 
- 서울월드컵경기장(북,서문)(프로축구 K리그1 FC 서울 홈구장)
- 매봉산
- 문화비축기지
- 성산시영아파트(대우.선경.유원)

3번 출구 
- 서울월드컵경기장(북,서문)(프로축구 K리그1 FC 서울 홈구장)
- 서울월드컵보조경기장 (여자 축구 WK리그 서울시청 홈구장)
- 서울월드컵풋살경기장
- 성산2동주민센터
- 성산2동우체국
- 성원초등학교
- 성산119안전센터
- 월드컵지구대
- 상암초등학교
- 월드컵파크1,2단지
- 중암중학교
- 신북초등학교
- 한국우진학교
- 풋볼경기장

## 이용객 변동
2000년 자료는 개통일인 2000년 12월 15일부터 12월 31일까지 총 17일간의 집계를 반영한 것이다.
| 노선  | 노선   | 일평균 인원수 (명/일) | 일평균 인원수 (명/일) | 일평균 인원수 (명/일) | 일평균 인원수 (명/일) | 일평균 인원수 (명/일) | 일평균 인원수 (명/일) | 일평균 인원수 (명/일) | 일평균 인원수 (명/일) | 일평균 인원수 (명/일) | 일평균 인원수 (명/일) | 각주  |
| 노선  | 노선   | 2000년                | 2001년                | 2002년                | 2003년                | 2004년                | 2005년                | 2006년                | 2007년                | 2008년                | 2009년                | 각주  |
| ----- | ------ | --------------------- | --------------------- | --------------------- | --------------------- | --------------------- | --------------------- | --------------------- | --------------------- | --------------------- | --------------------- | ----- |
| 6호선 | 승차   | 1,198                 | 1,655                 | 6,183                 | 8,562                 | 10,686                | 10,846                | 10,224                | 9,417                 | 9,317                 | 9,386                 | [ 2 ] |
| 6호선 | 하차   | 1,310                 | 1,732                 | 6,479                 | 8,974                 | 11,109                | 11,668                | 11,044                | 10,038                | 9,738                 | 9,731                 | [ 2 ] |
| 6호선 | 승하차 | 2,507                 | 3,387                 | 12,662                | 17,536                | 21,796                | 22,513                | 21,268                | 19,455                | 19,056                | 19,117                | [ 2 ] |
| 노선  | 노선   | 2010년                | 2011년                | 2012년                | 2013년                | 2014년                | 2015년                | 2016년                | 2017년                |                       |                       | [ 2 ] |
| 6호선 | 승차   | 9,457                 | 9,033                 | 8,839                 | 8,667                 | 8,718                 | 8,093                 | 7,919                 | 7,631                 |                       |                       | [ 2 ] |
| 6호선 | 하차   | 9,896                 | 9,372                 | 9,370                 | 9,359                 | 9,426                 | 8,633                 | 8,441                 | 8,100                 |                       |                       | [ 2 ] |
| 6호선 | 승하차 | 19,353                | 18,404                | 18,209                | 18,026                | 18,144                | 16,727                | 16,360                | 15,731                |                       |                       | [ 2 ] |

## 인접한 역
| 서울 지하철 6호선              | 서울 지하철 6호선   | 서울 지하철 6호선      |
| ------------------------------ | ------------------- | ---------------------- |
| 618 디지털미디어시티 응암 순환 | ● 서울 지하철 6호선 | 620 마포구청 신내 방면 |

## 사진

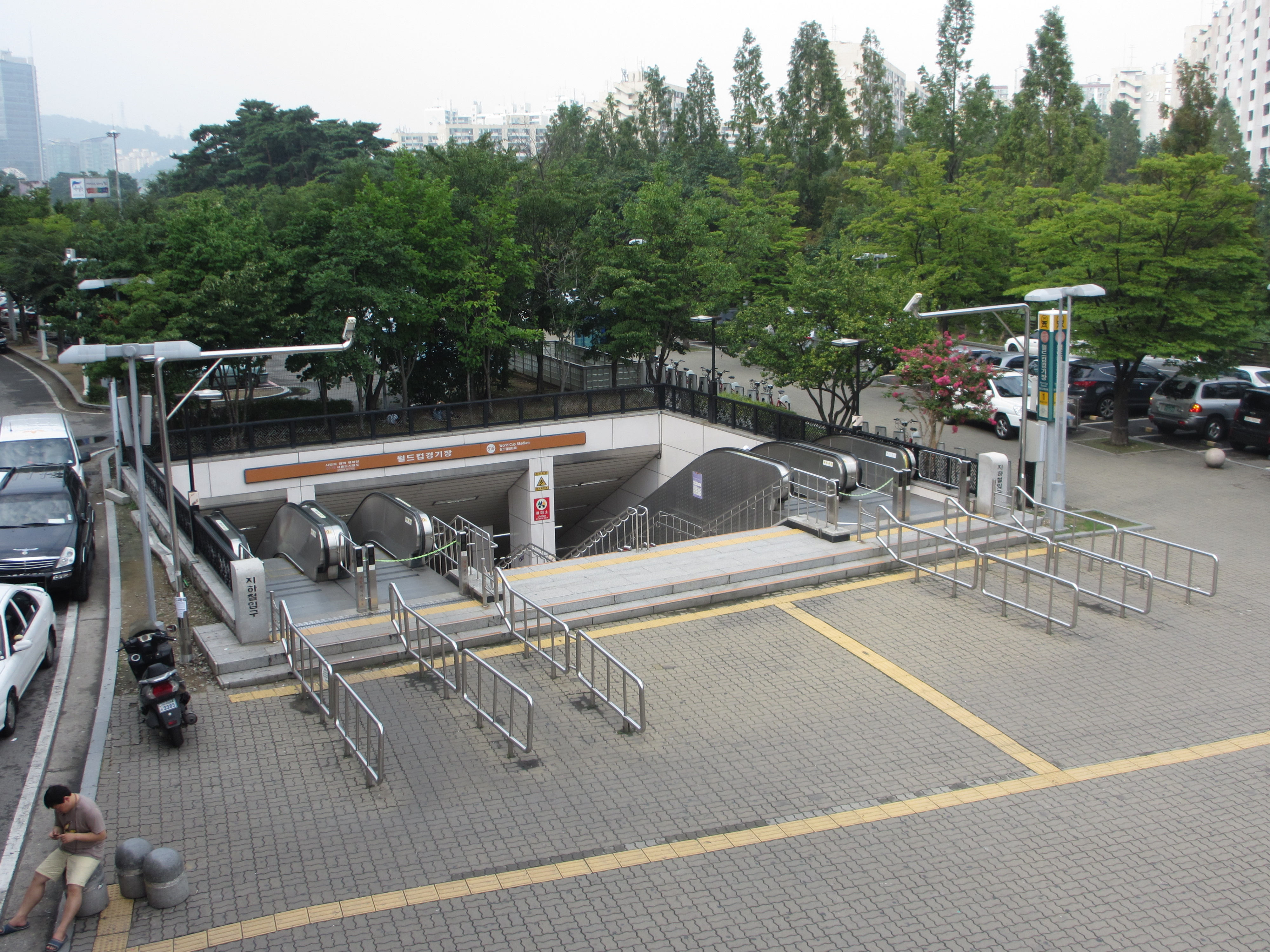
1번 출구
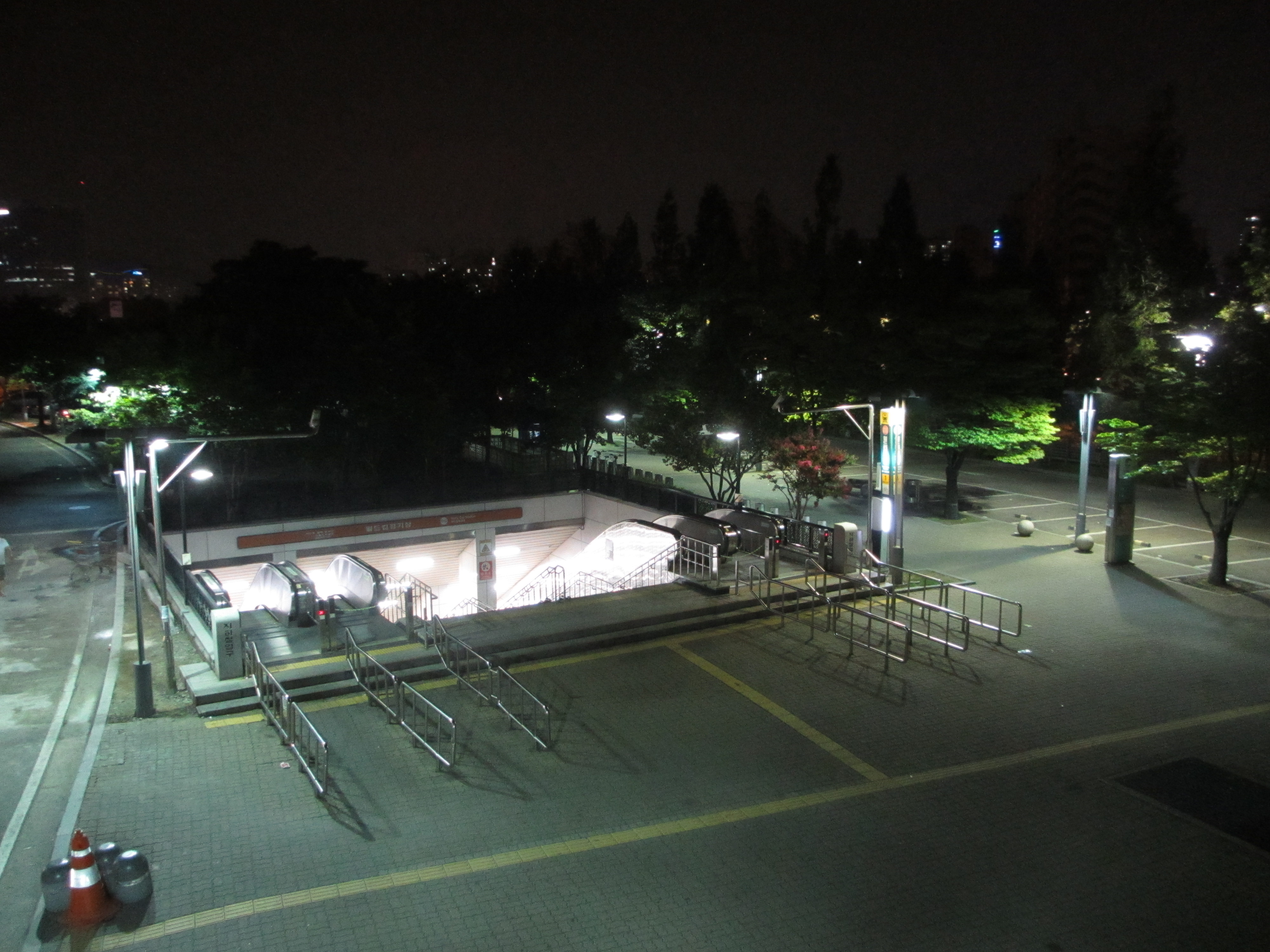
1번 출구 야경
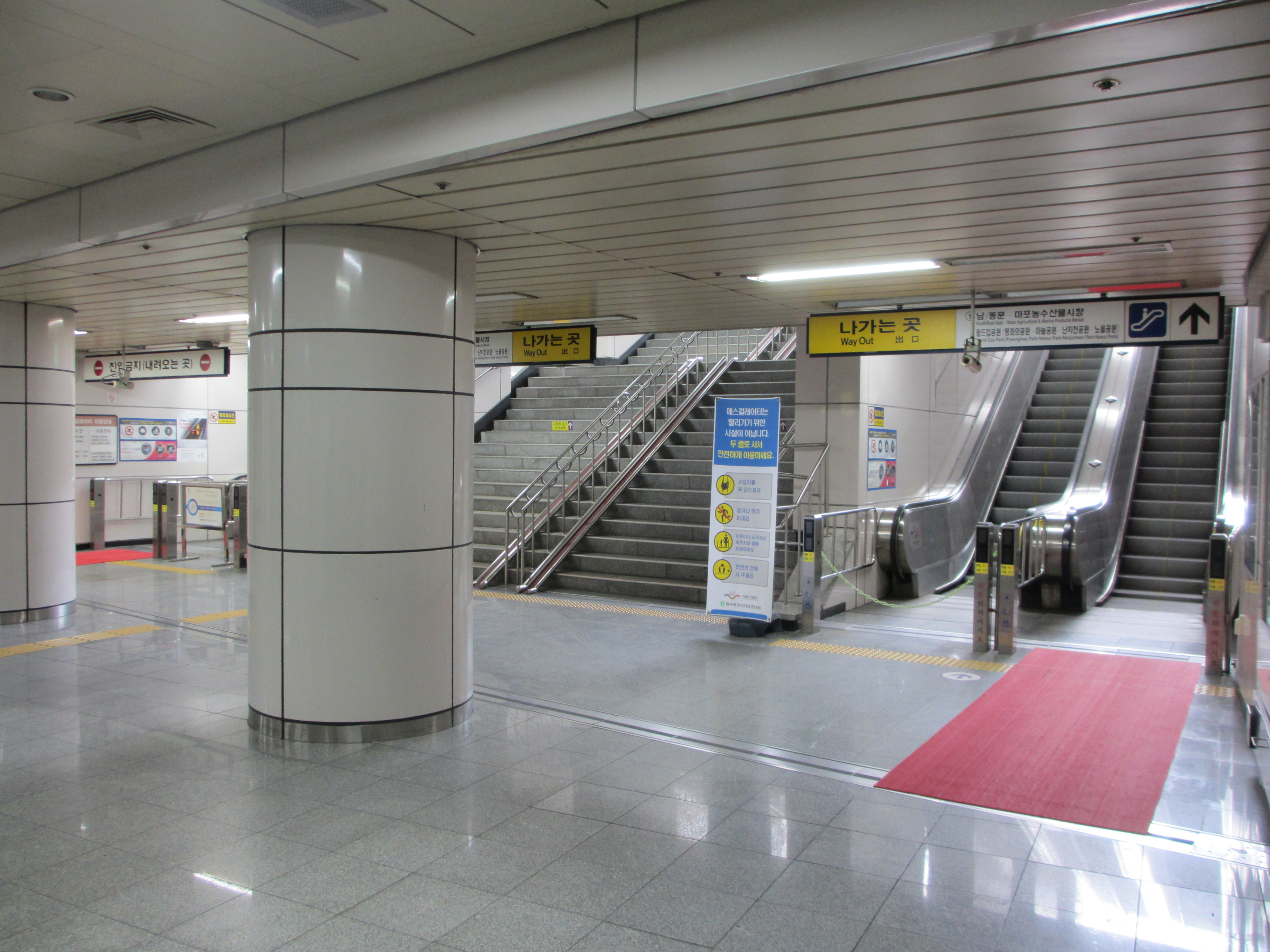
1번 출구 에스컬레이터
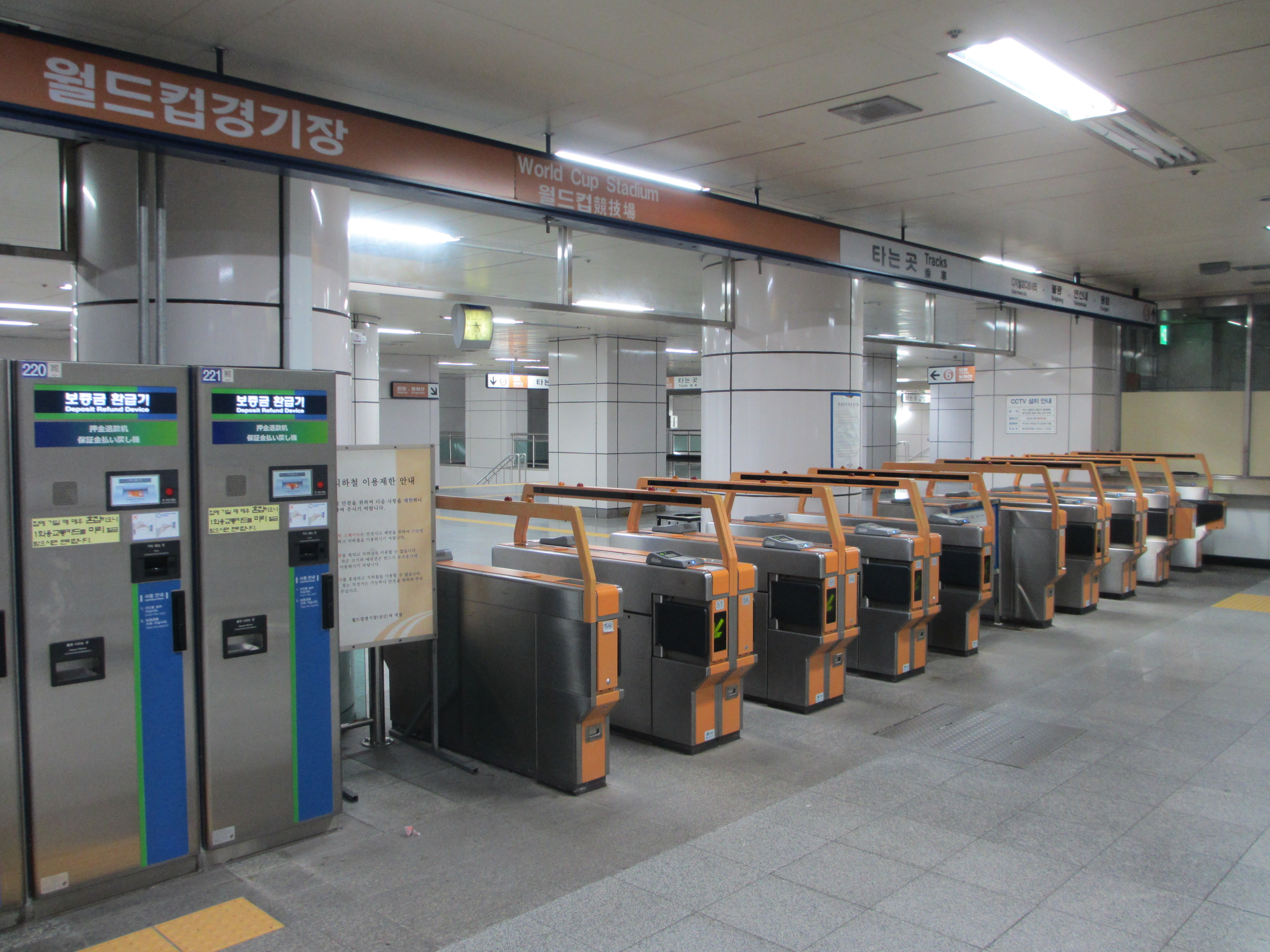
1번 출구 개찰구
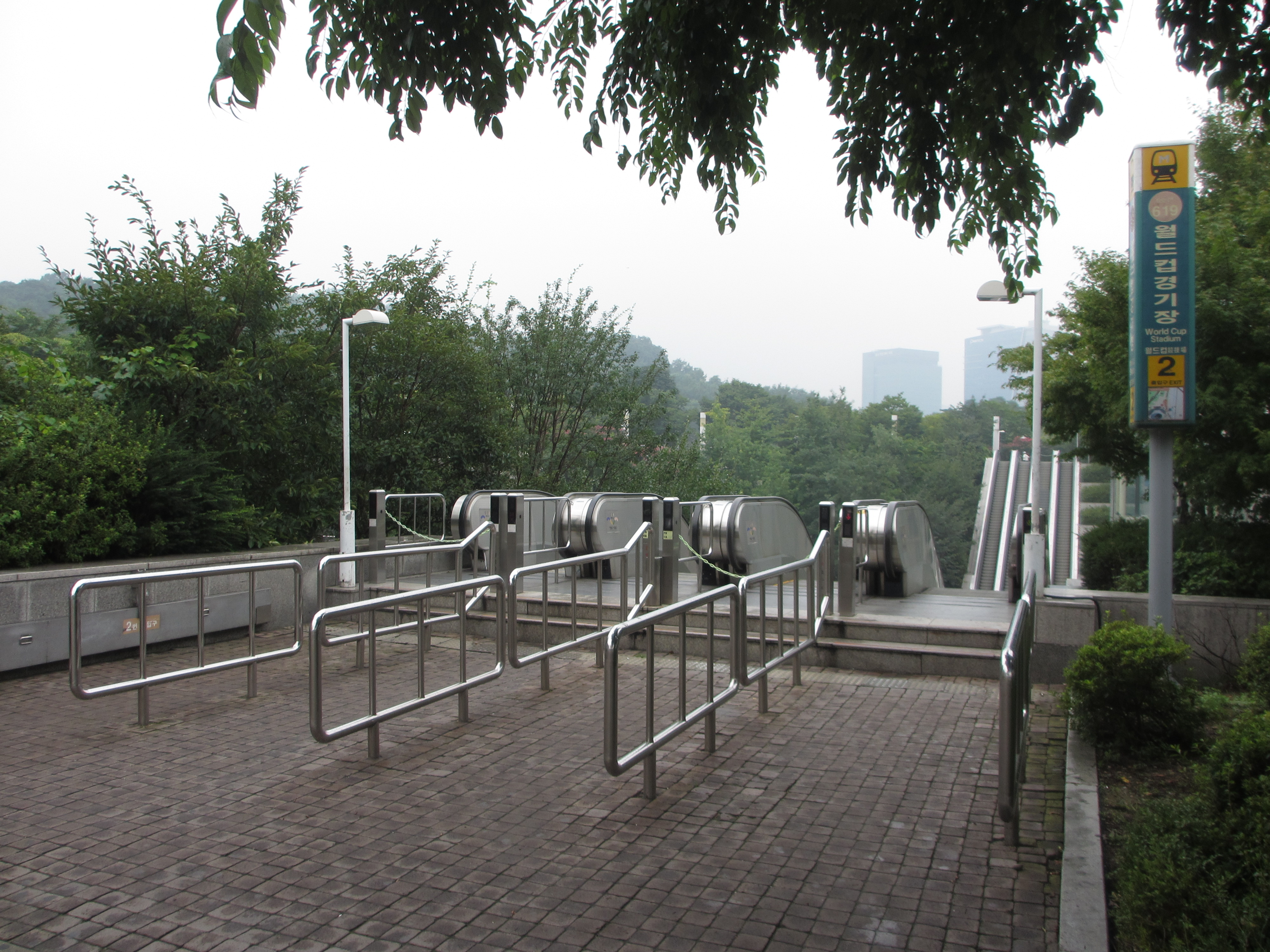
2번 출구
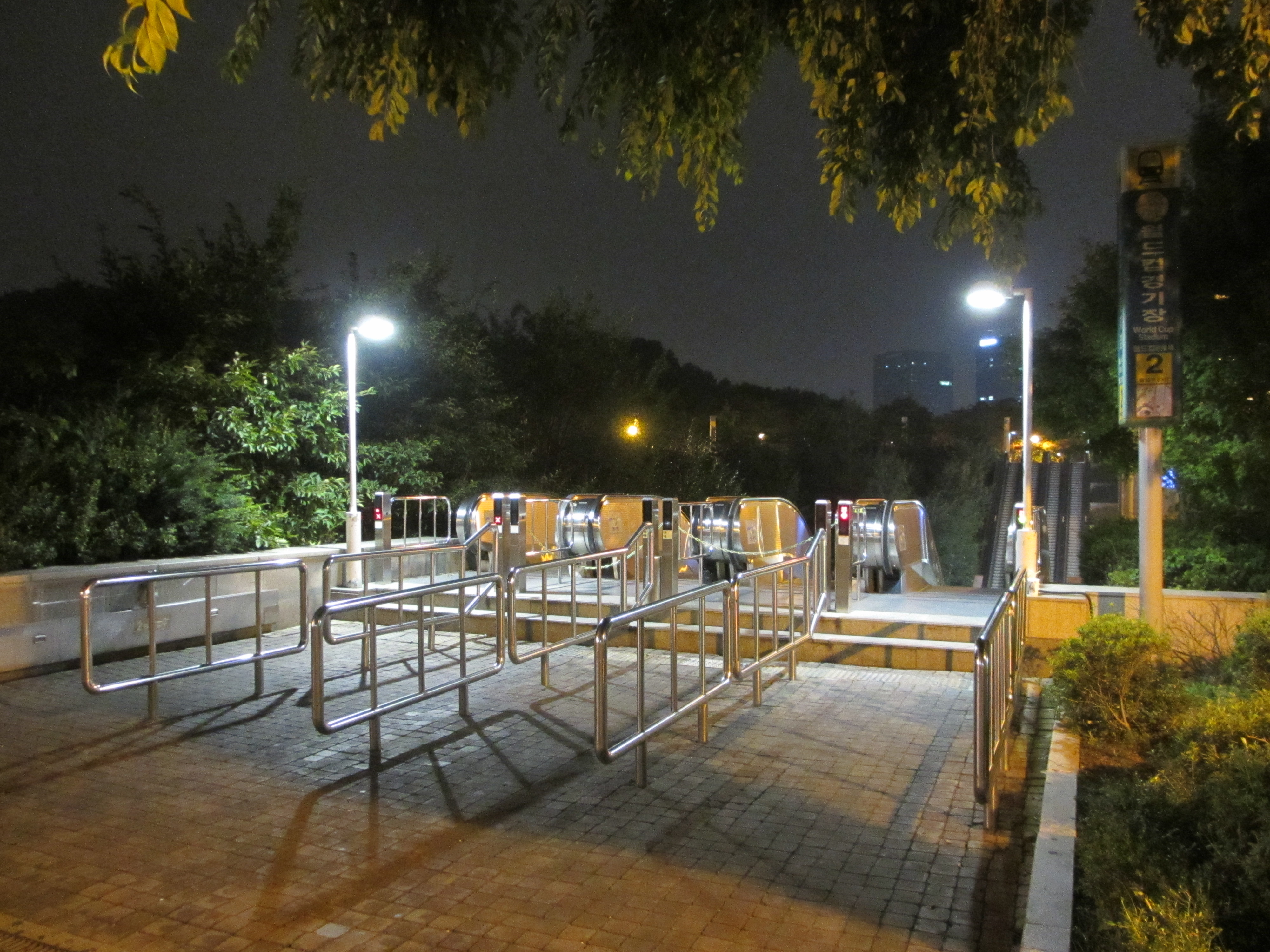
2번 출구 야경
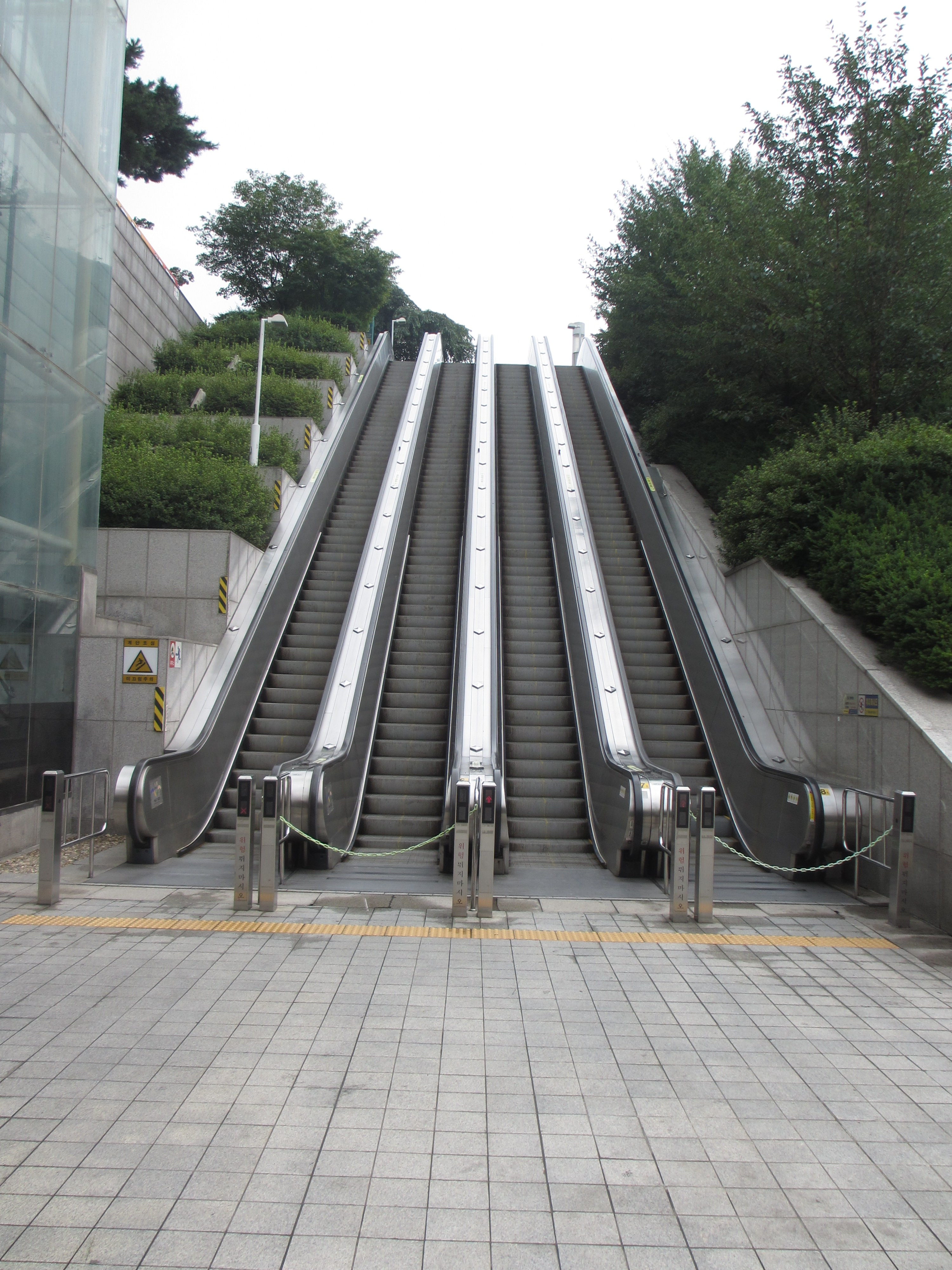
2번 출구 에스컬레이터
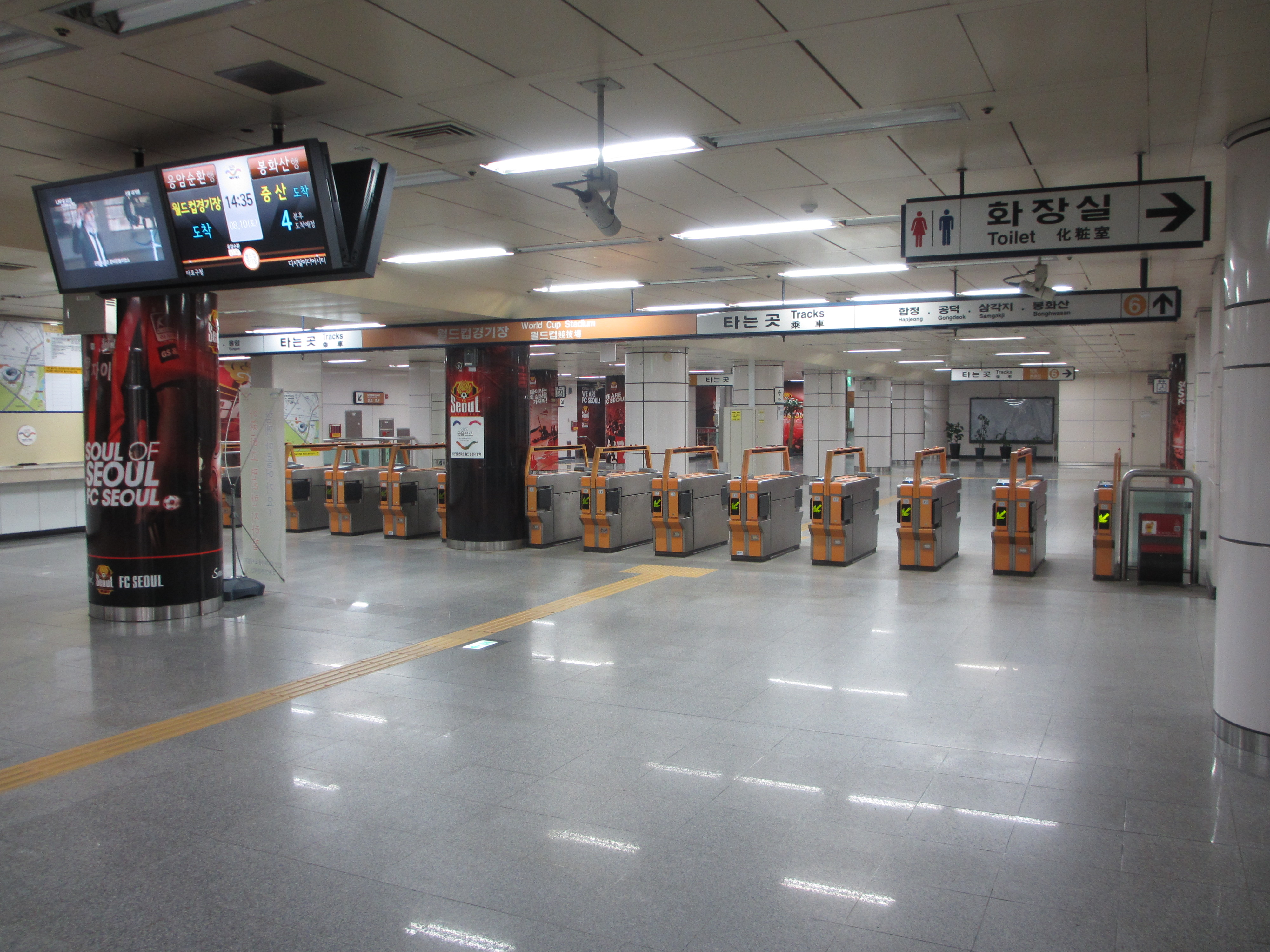
2번 출구 개찰구
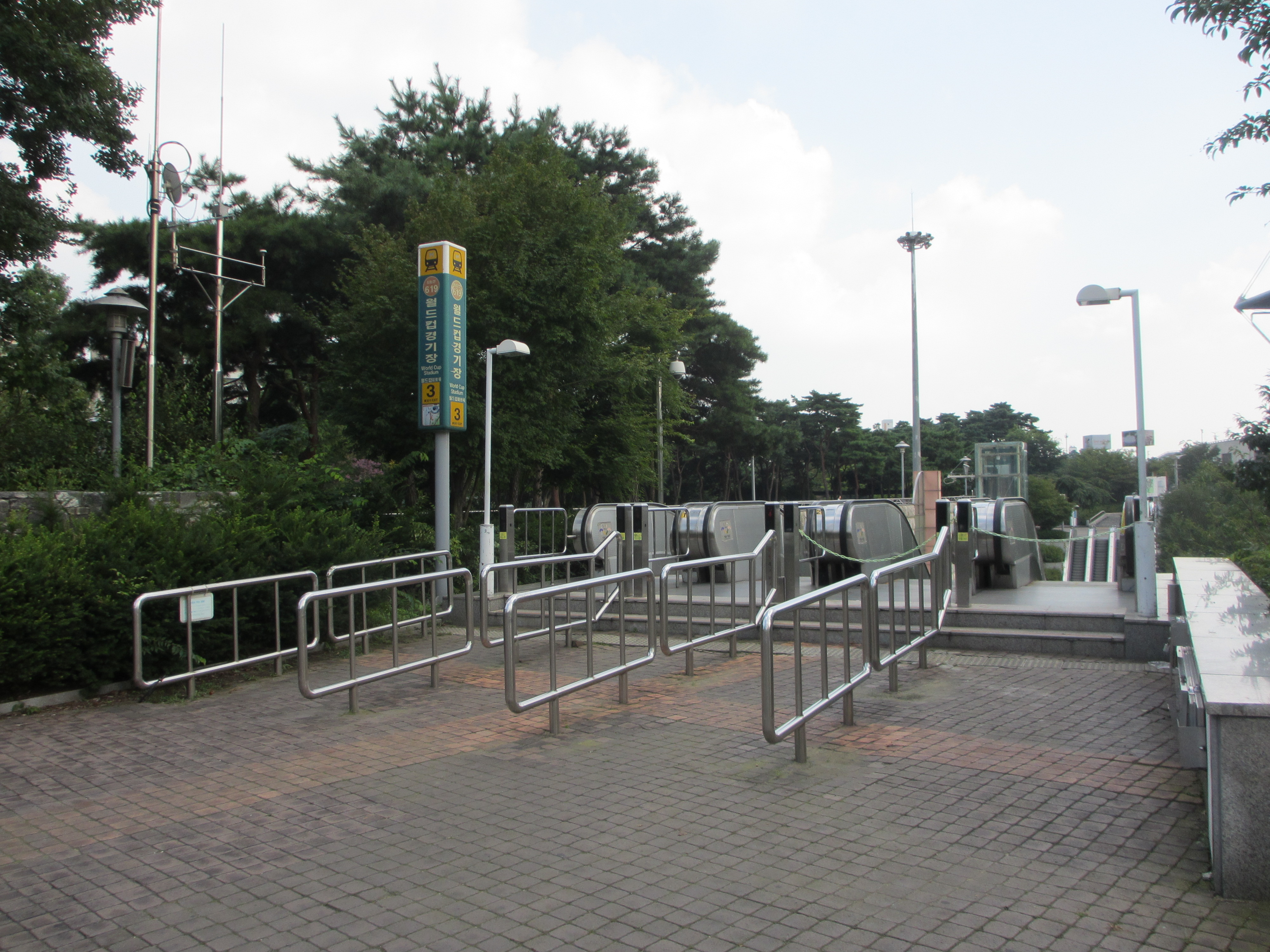
3번 출구
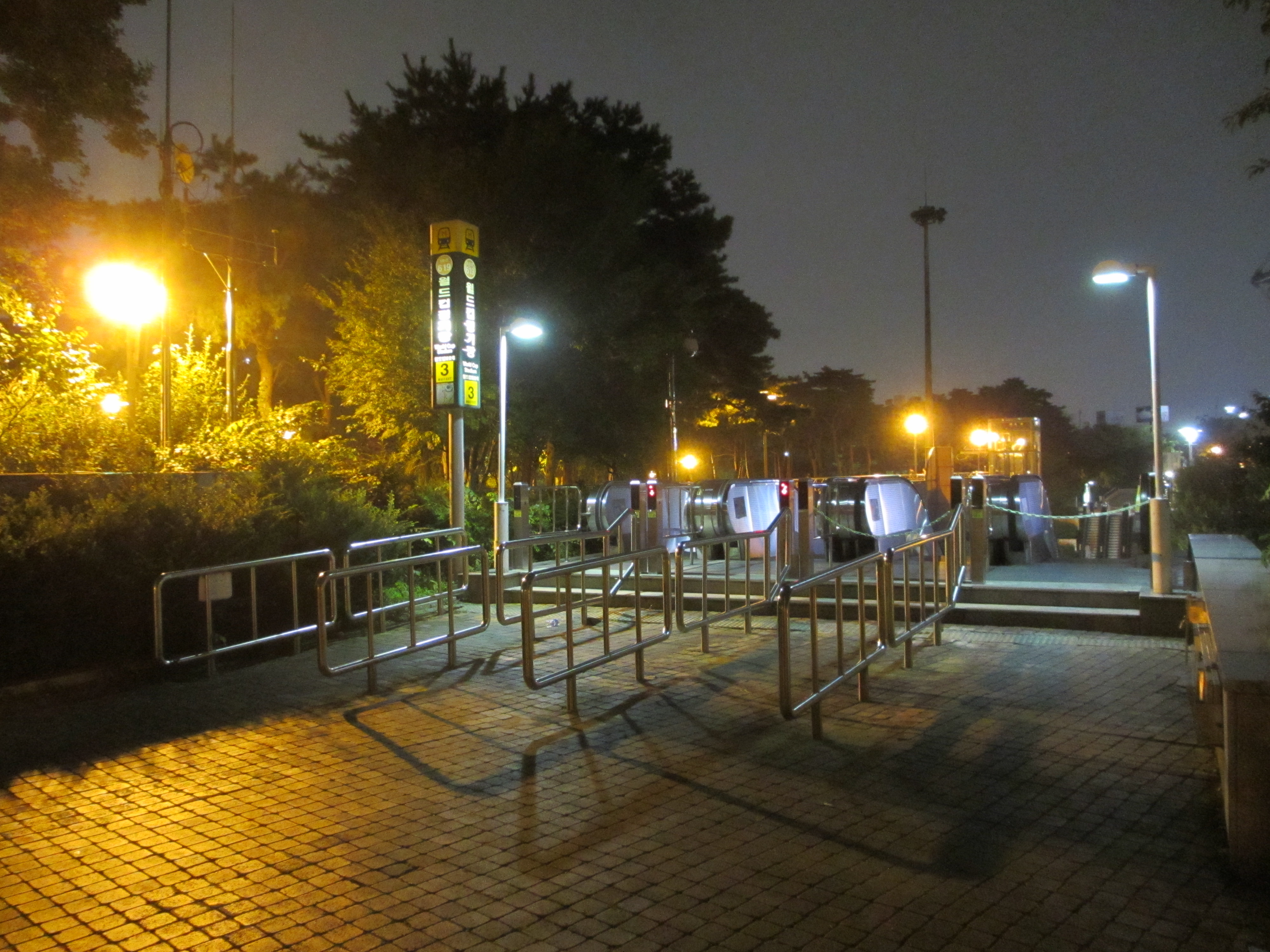
3번 출구 야경
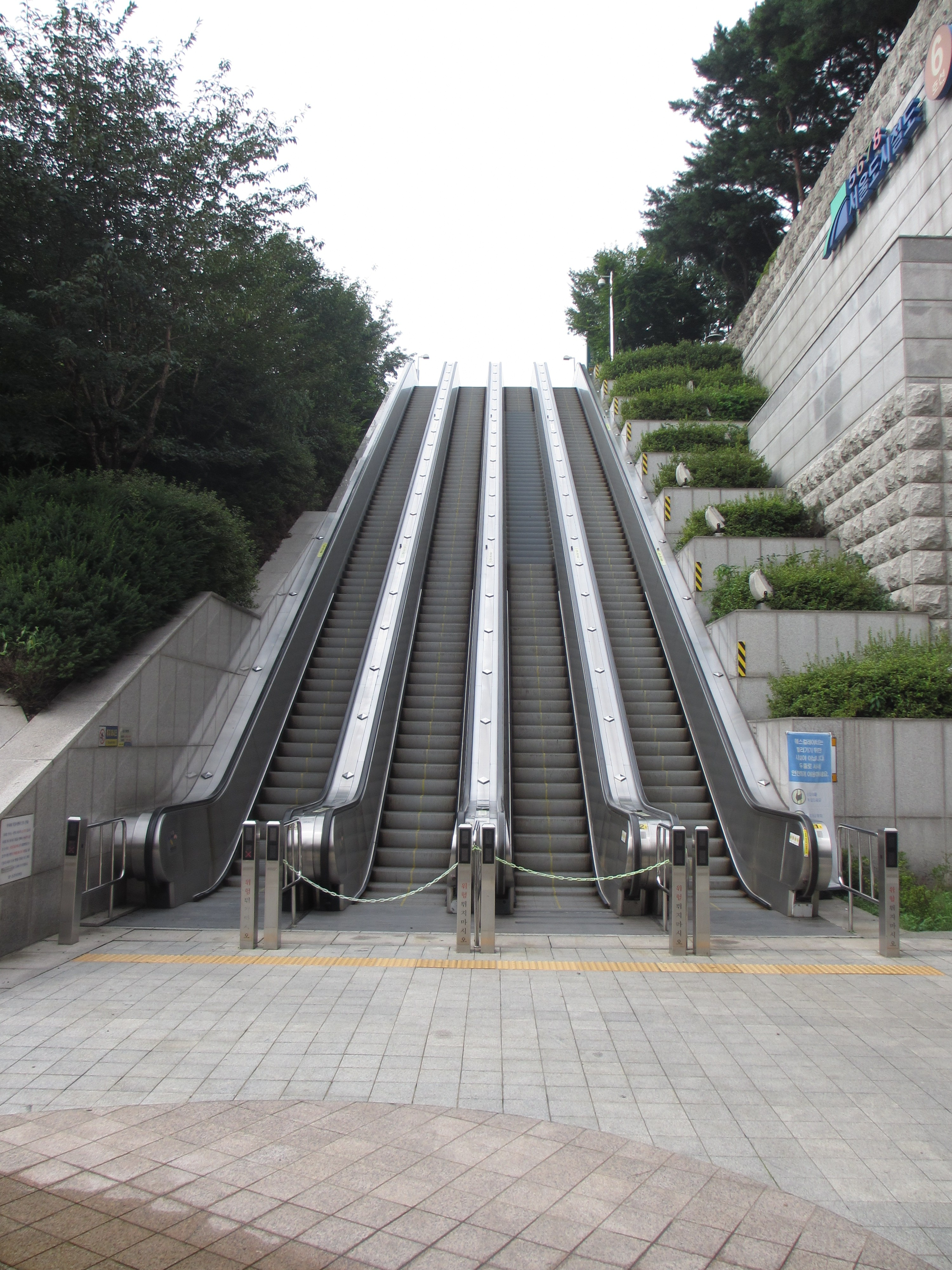
3번 출구 에스컬레이터
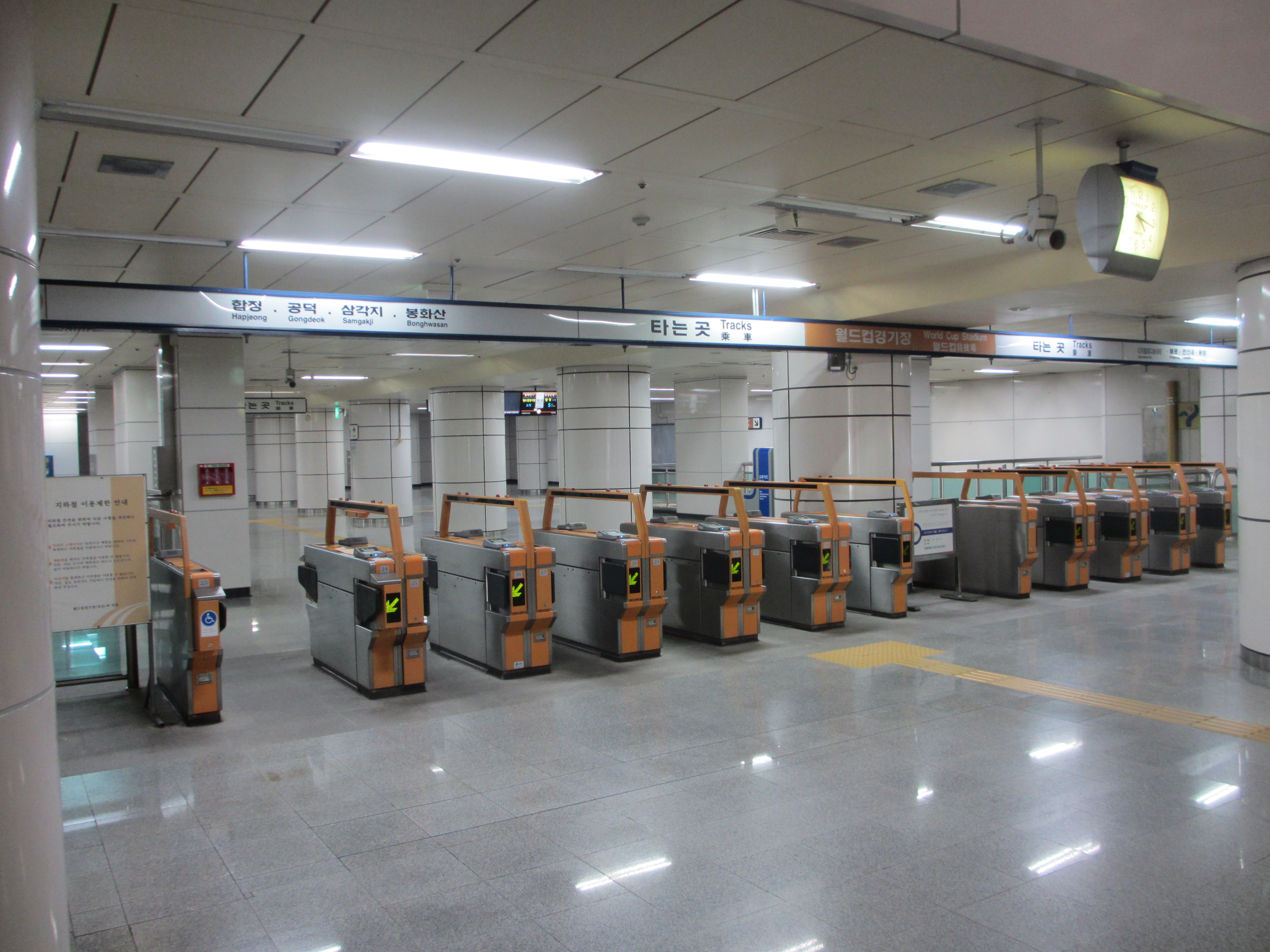
3번 출구 개찰구
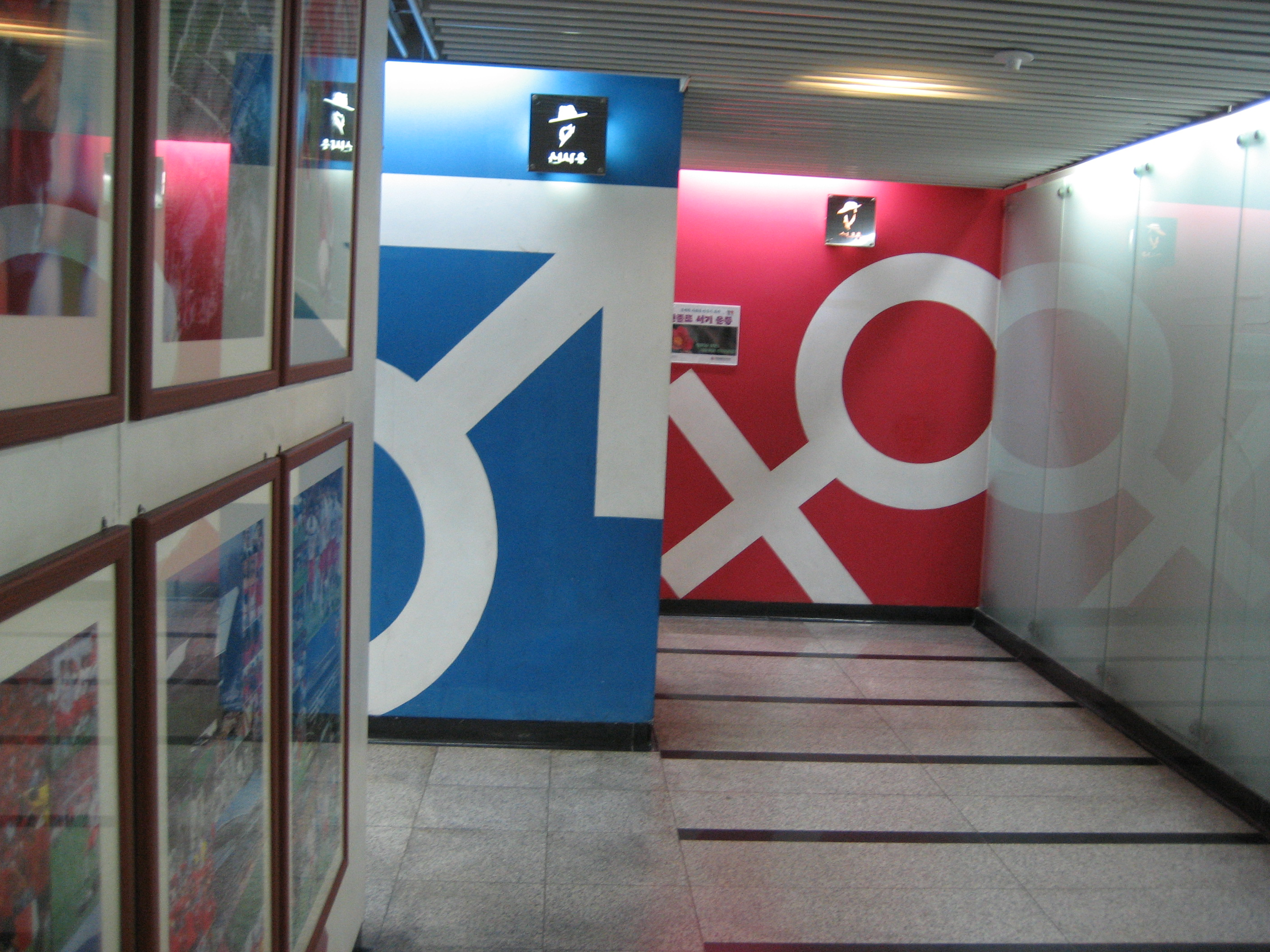
화장실
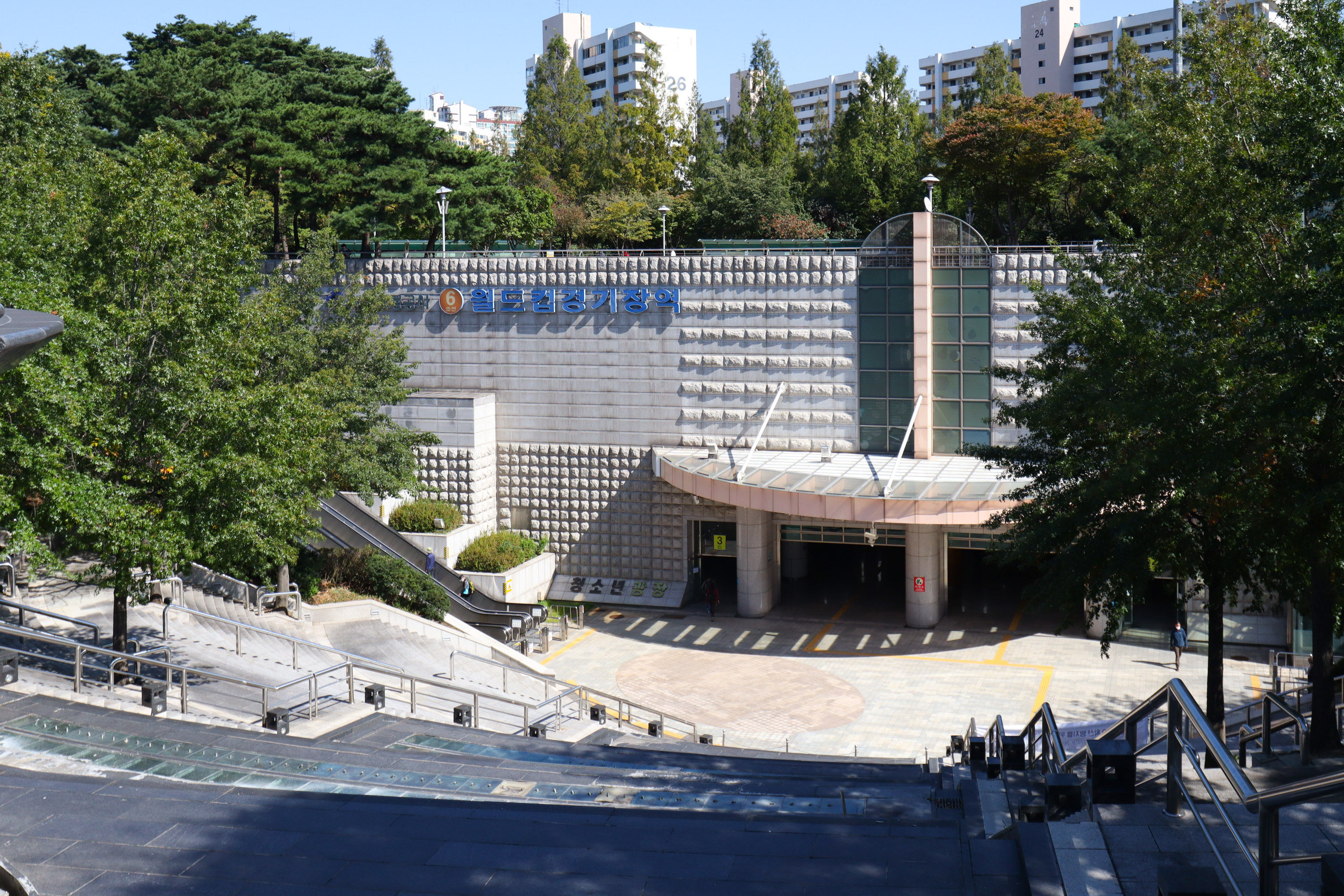
역사 외부
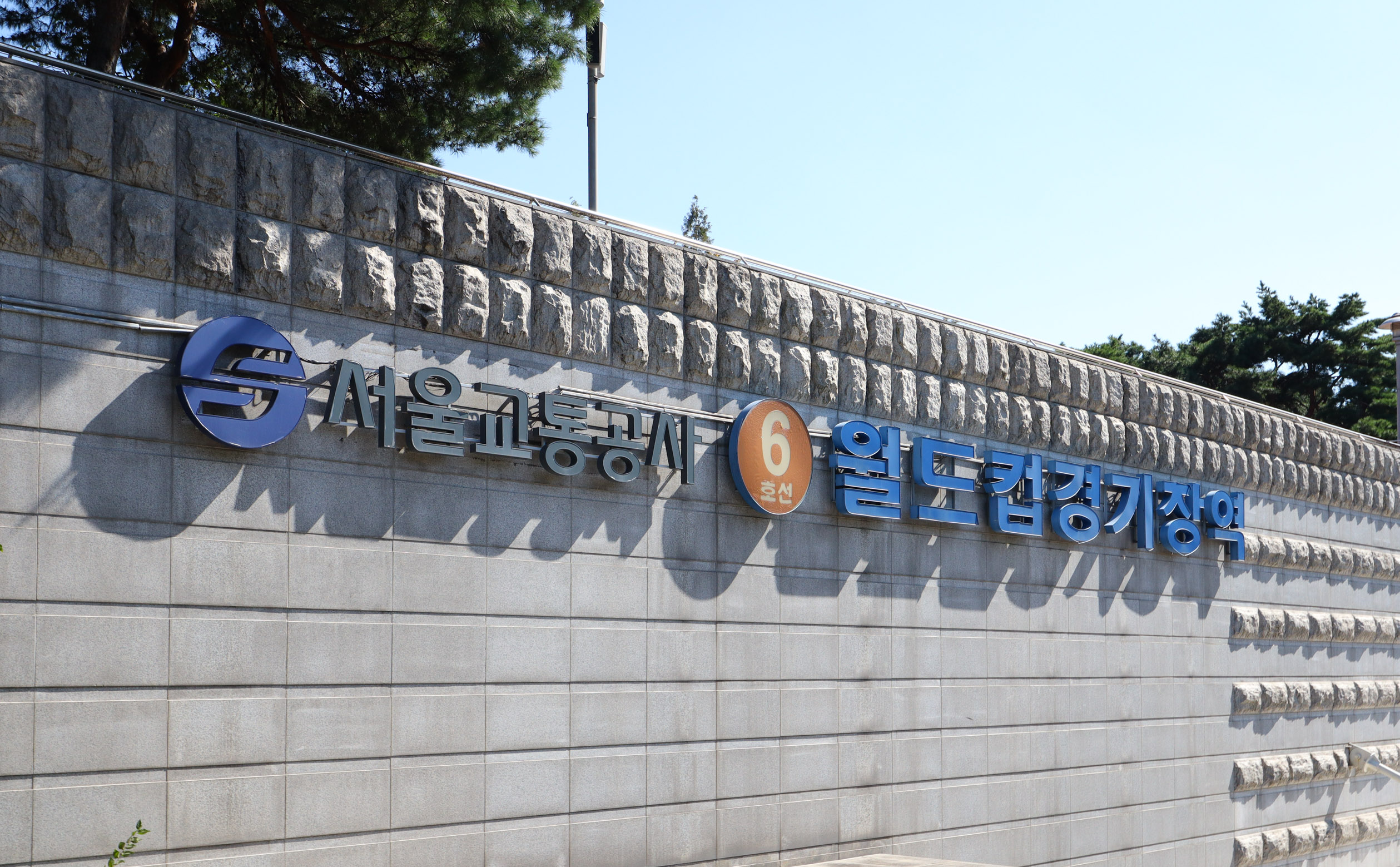
역명 간판
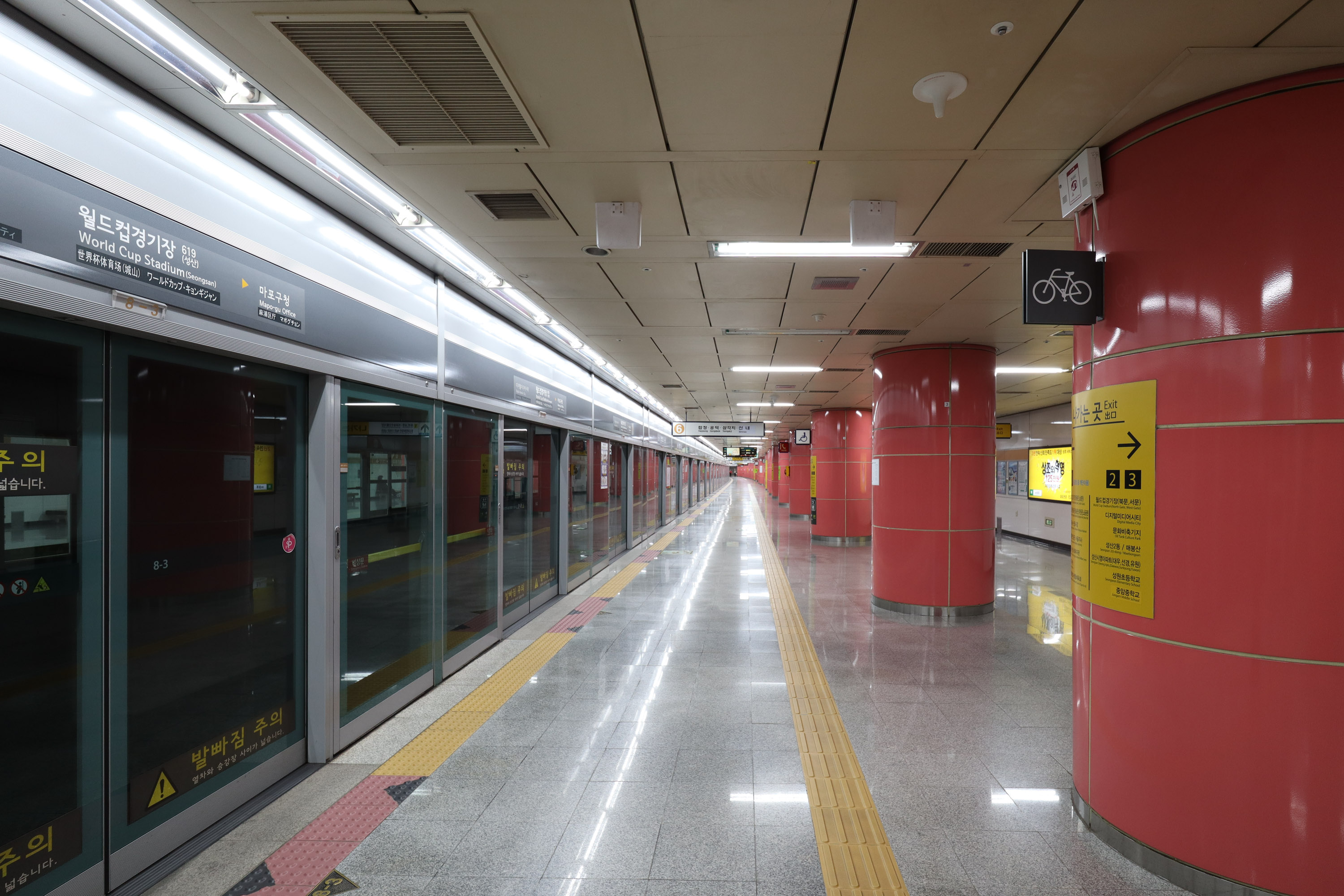
내부 승강장
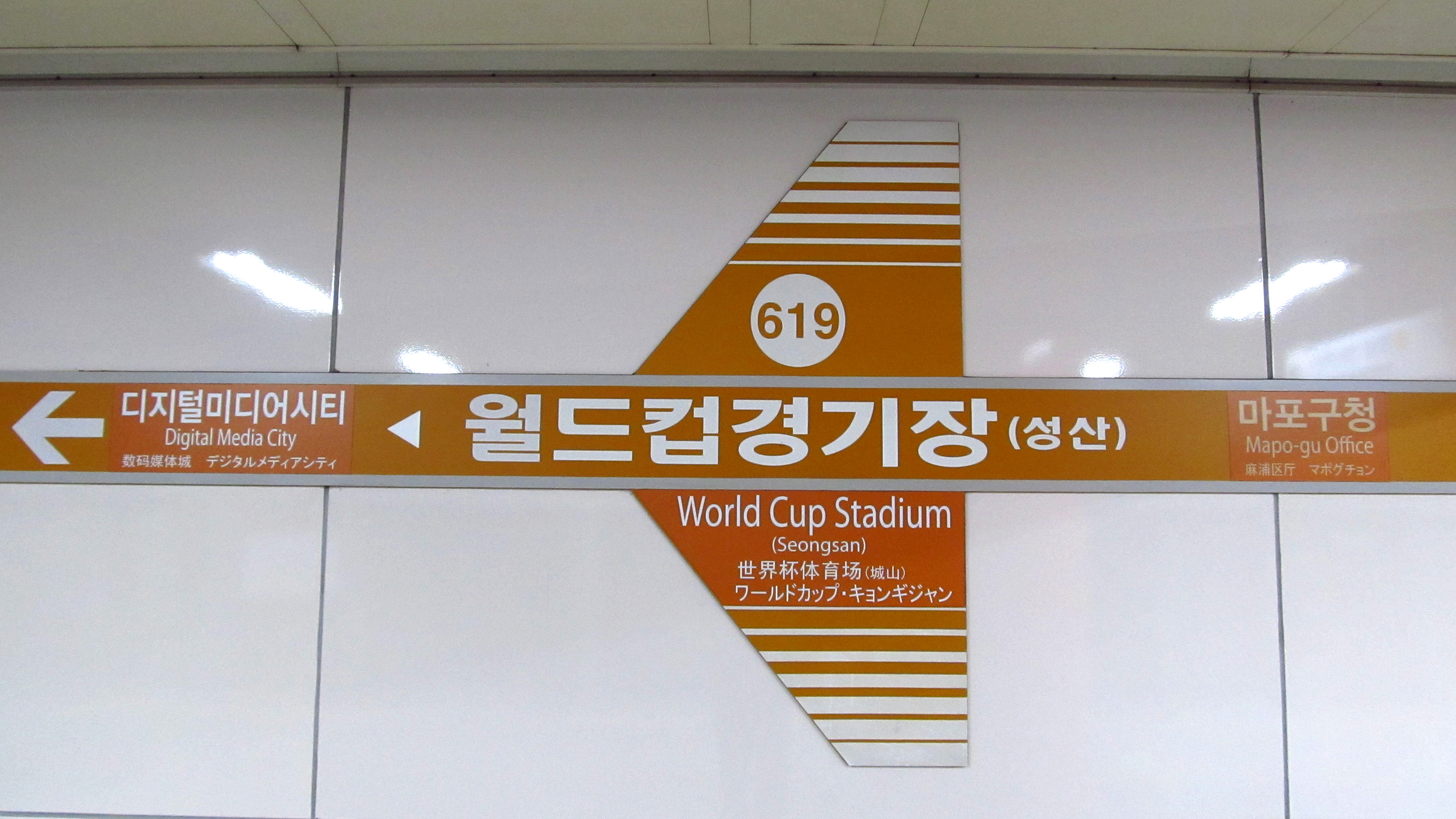
상행 역명판